# ボウズニラ
ボウズニラ（学名：Rhizophysa eysenhardtii）はクダクラゲの一種。カツオノエボシなどと同様の、群体性の浮遊性ヒドロ虫である。暖海性で春に見られる。
一般にはクラゲとされるがその体は複数のポリプから構成され、クラゲの傘にあたる位置の気泡体から幹群をもった細長い幹が出、触手、対になった栄養体とその間から生えた生殖体叢からなる。
気胞体は高さ10-17mm、幅5-9mm、伸縮性に富む幹は3cm-数mまで伸縮する。種名の「ボウズ」は坊主頭に似た気泡体に、「ニラ」は魚や植物の棘を意味する「イラ」の訛に由来する。
毒性はとても強く、漁師などが網を引き揚げるとき、本種などの被害を受けている。
カリフォルニア湾での調査では、昼行性で、魚の稚魚のみを選択的に捕食していることが示された。1個体は1日に平均8.8匹の稚魚を捕らえ、3-7時間かけて消化する。
近縁種にコボウズニラ Rhizophysa filiformis があるが、本種の体色が淡紅色であるのに対し、コボウズニラは淡緑色であること、本種は触手の側枝が単純な糸状であるのに対し、コボウズニラは複雑に発達した3タイプの側枝を持つことで区別できる。